# Samson Hochfeld
Samson Hochfeld (geboren am 21. Juli 1871 in Höxter; gestorben am 10. August 1921 in Berlin) war ein deutscher Rabbiner und Gelehrter. Einen Namen machte er sich vor allem als Repräsentant des liberalen Reformjudentums.

## Leben
Samson Hochfeld wuchs als Sohn eines Musiklehrers in Höxter auf. Nach dem Abitur studierte er, finanziell unterstützt von der jüdischen Gemeinde seiner Heimatstadt, von 1888 bis 1897 an der Lehranstalt für die Wissenschaft des Judentums in Berlin jüdische Theologie und orientalische Sprachen, unter anderem bei den Professoren Cohen und Maybaum.
Nach der Promotion (1893) an der Martin-Luther-Universität Halle-Wittenberg mit der Dissertation Beiträge zur syrischen Fabelliteratur war er von 1897 bis 1903 Rabbiner (dann Oberrabbiner) in Frankfurt (Oder). Danach wirkte er von 1903 bis 1907 als Vorgänger von Leo Baeck als Rabbiner in Düsseldorf, wo er 1904 die neue Große Synagoge feierlich eröffnen konnte. 1907 kehrte er als Rabbiner der Synagoge Fasanenstraße nach Berlin zurück und lehrte dort von 1908 bis zu seinem Tod auch als Dozent an der Lehranstalt für die Wissenschaft des Judentums. Er war verheiratet mit Gertrud Alexander.
In diesen Jahrzehnten wurde er zu einem wichtigen Vertreter des Reformjudentums und war Mitglied der Gesellschaft zur Förderung der Wissenschaft des Judentums. Davon zeugen unter anderem seine Mitarbeit an den Richtlinien zu einem Programm für das liberale Judentum (1912) und seine Mitherausgeberschaft an den fünfbändigen Lehren des Judentums nach den Quellen von 1920 bis 1925. In den Erinnerungen von Zeitgenossen wird er als ein glänzender Vortragsredner gerühmt. In seinen Kriegspredigten, die er am 17. Dezember 1917 nach dem Waffenstillstand mit Russland zum Druck gab, rühmt er die sich opfernden deutschen Soldaten, wertet die Kriegsgegner ab und unterstützt die deutschen Kriegsziele entsprechend der Regierungssicht und Propaganda im Ersten Weltkrieg.

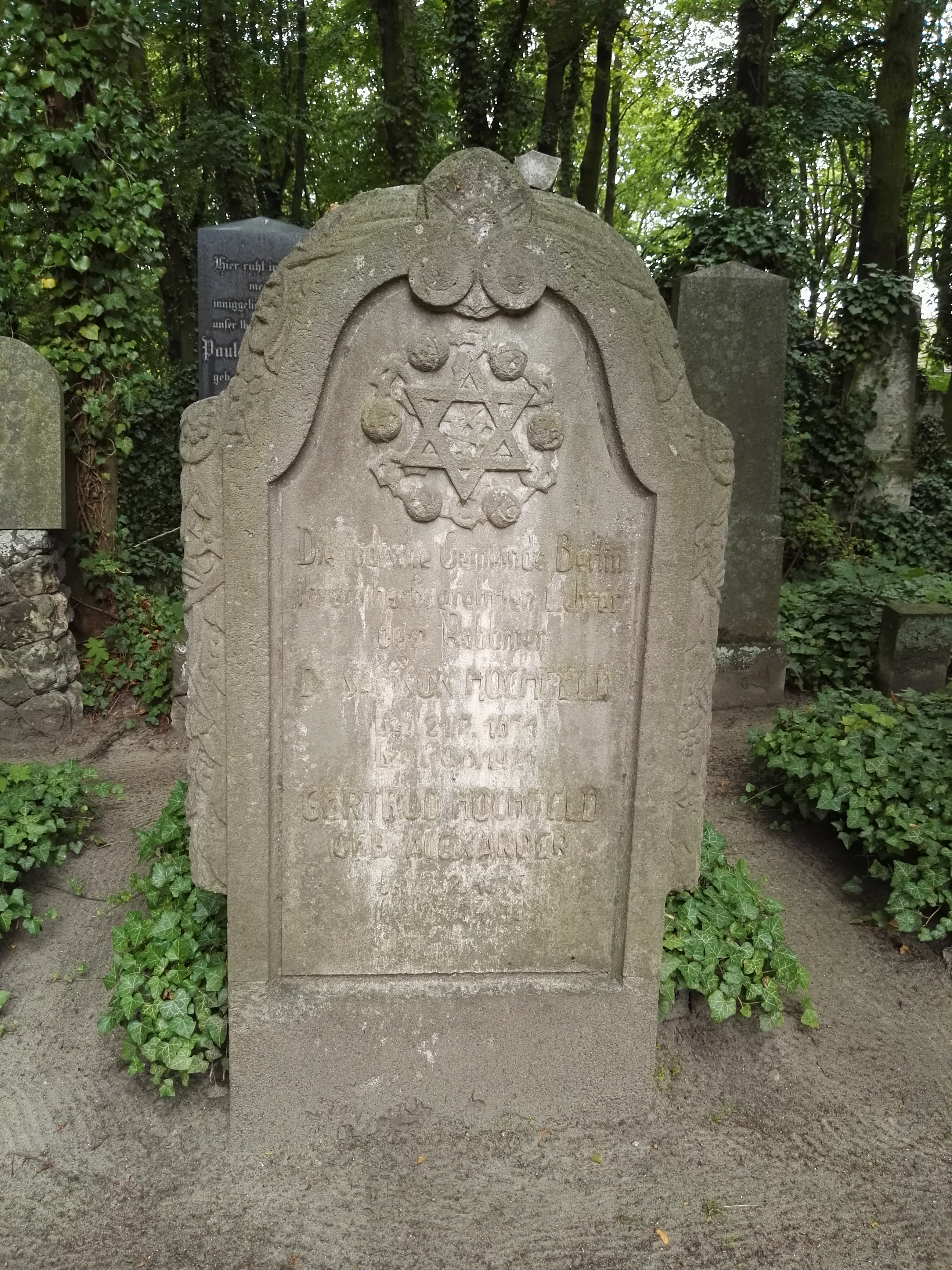
Grabstätte

Kurz nach Erscheinen des 2. Bandes der Lehren und kurz vor dem Antritt einer Erholungsreise starb Samson Hochfeld am 10. August 1921 und wurde in der Ehrenreihe des jüdischen Friedhofs in Berlin-Weißensee beigesetzt.

## Veröffentlichungen
- Beiträge zur syrischen Fabelliteratur. Halle a. d. S. Druck v. W. Drugulin in Leipzig. 1893. Phil. Fak. Inaug.-Diss. v. 13. März 1893.
- David Cassel. Rede auf seinen Heimgang. Berlin 1894.
- Kinderpredigten von Dr. Hochfeld, Rabbiner in Frankfurt a. d. O. M. Poppelauer, Berlin 1901.  Anmerkung: [F.]
- Predigt zur Einweihung der neuen Synagoge in Düsseldorf am 6. September 1904 / von [Samson] Hochfeld. - Hg. Vorstand der Gemeinde, 1904
- Zur Entstehung des Hanukkafestes. In: Zeitschrift für die alttestamentliche Wissenschaft, 22. Jg., 1902, S. 264–284
- Die unvergängliche Bedeutung der Makkabäerkämpfe. In: Wegweiser für die Jugendliteratur, Jg. 5, H. 6, 1909, S. 44–46
- Predigt gehalten am siebenten Tage des Pessachfestes von Rabbiner Dr. [Samson] Hochfeld. 1912, Itzkowski, Berlin, 7 S.
- Einige Bemerkungen zum Begriff und zur Methode der praktischen Theologie. Festschrift zu Hermann Cohens siebzigstem Geburtstag [Hg. Samson Hochfeld]. Cassirer, Berlin 1912
- Festschrift Professor Dr. Maybaum[3] zum 70. Geburtstag (29. April 1914), gewidmet von seinen Schülern. [Hg. samt Geleit Samson Hochfeld]. M. Poppelauer, Berlin 1914. Häufige Reprints bis dato. Online Inhaltsverzeichnis auch unter Deutsche Nationalbibliothek, DNB
- Kriegsbetrachtung. In: Allgemeine Zeitung des Judentums, 78. Jg., Nr. 37, 11. Sept. 1914
- Menschenliebe. In: Allgemeine Zeitung des Judentums, 82. Jg., Nr. 22, 31. Mai 1918
- Kriegspredigten. Poppelauer, Berlin 1918
- Die Lehren des Judentums nach den Quellen. Hrsg. Ismar Elbogen, S. Hochfeld, Michael Holzman, A. Loewenthal. Bearbeitet von Simon Bernfeld, Berlin 1920–1929; 5 Bände. Herausgegeben vom Verband der deutschen Juden. [Ab Teil 3: Bearbeitung mit F. Bamberger; Teil 5: Bearbeitet von Fritz Bamberger][4] Als Microfiche bei DNB.
  - 1. Teil: Die Grundlagen der jüdischen Ethik. Mit Einleitungen von Leo Baeck, Simon Bernfeld, Ismar Elbogen, S. Hochfeld, A. Loewenthal. Berlin 1920
  - 2. Teil: Die sittlichen Pflichten des Einzelnen. Mit Einleitungen von L. Baeck, S. Bernfeld, I. Elbogen, S. Hochfeld, Michael Holzman, A. Loewenthal. Berlin 1921
  - 3. und 4. Teil in 1 Band: 3. Teil: Die sittlichen Pflichten der Gemeinschaft. 4. Teil: Die Lehre von Gott. Mit Einleitungen von Leo Baeck, Simon Bernfeld, Ismar Elbogen, Michael Holzman, A. Loewenthal, S. Samuel, Max Wiener. Leipzig [1930]. (2. verb. Aufl. besorgt von Fritz Bamberger)
  - 5. Teil: Judentum und Umwelt. Mit Beiträgen von Leo Baeck, Fritz Bamberger, Max Dienemann, Ismar Elbogen, E. Gärtner, J. Güttmann, Michael Holzman, Julius Lewkowitz, Felix Makower, S. Pick, H. Speyer, M. Wiener. Leipzig [1929].